# Chantier (bâtiment)
Pour les articles homonymes, voir Chantier.

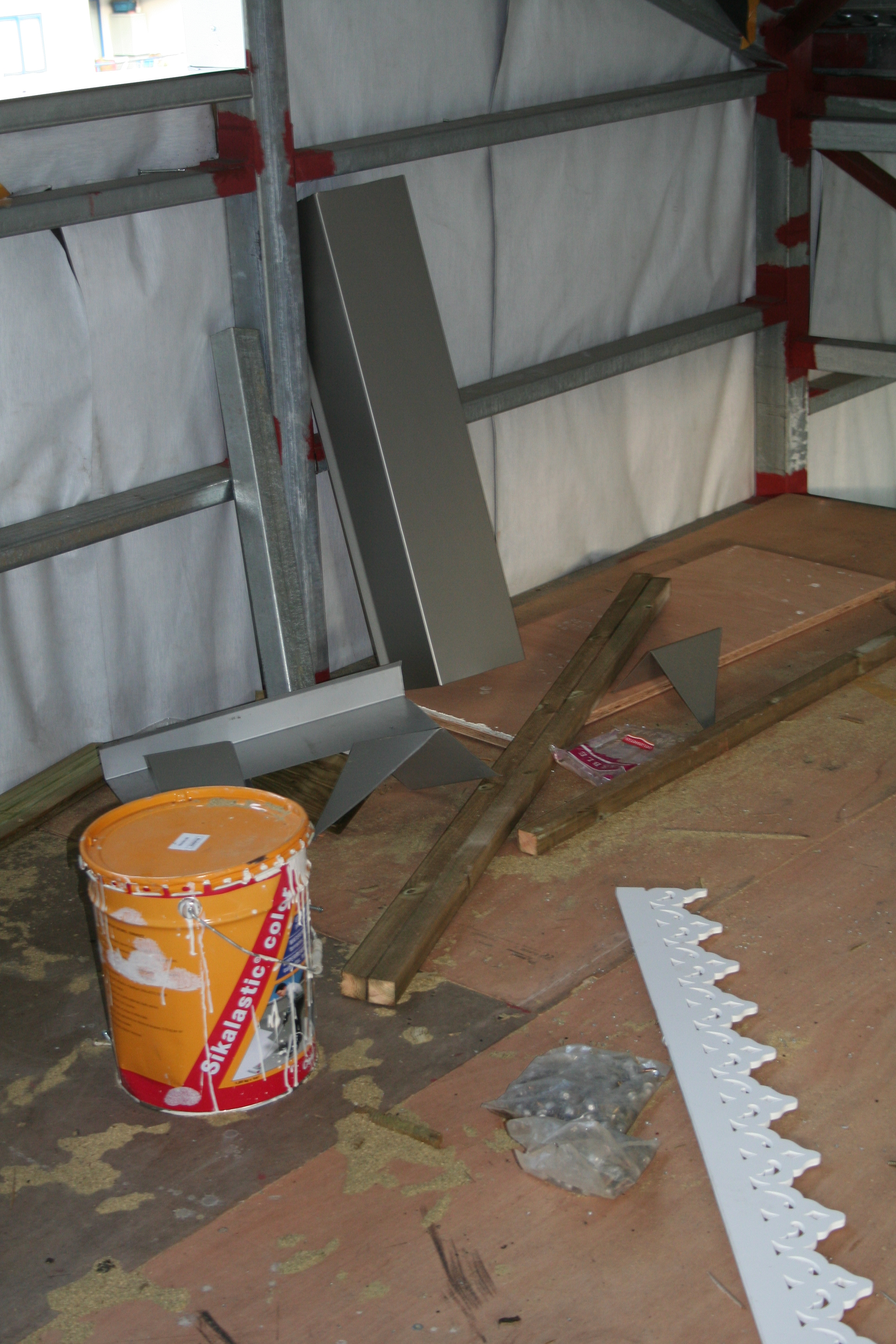
Divers objets sur le chantier d’une maison individuelle en cours d’achèvement.

Un chantier est un espace sur lequel ont lieu des travaux de construction ou de démolition. Généralement fermé au public, il fait l'objet de mesures de sécurité telles que l'obligation de porter un casque.
Les chantiers importants nécessitent l'installation de zones de vie du chantier et la réalisation de pistes d'accès.
En marbrerie, le chantier désignait une table en pierre d'environ six pouces (~15 cm) d'épaisseur, supportée par deux consoles, et sur laquelle on taillait et l'on polissait le marbre ; Un chantier volant désignait lui une petite pierre sur laquelle on scellait les petites pièces de marbre pour les tailler.

## Hygiène et sécurité

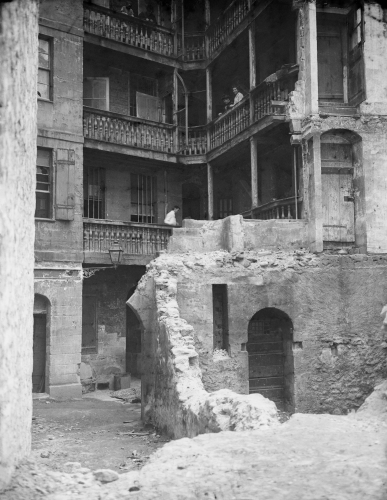
Chantier de démolition
(1905)

Des règles d'hygiène et sécurité doivent être respectées sur les chantiers.
Selon l'INERIS, il existe en France au début des années 2000 de 5 à 10 millions de chantiers par an, qui causent involontairement environ 100 000 endommagements de réseaux (électrique, gaz, égout, fibre, etc.) chaque année.
Un guichet unique (téléservice, créé par la loi Grenelle II) est prévu pour collecter pour les réseaux aérien, souterrain ou subaquatique trois types d'informations : coordonnées de l’exploitant, zone d’implantation et enregistrement des tracés géoréférencés de chaque réseau. Chaque maître d’ouvrage et collectivité pourra, dès la conception de son projet, mieux prendre en compte les réseaux existants et sécuriser ses travaux.
Par temps de canicule, de plus en plus fréquentes avec le réchauffement climatique depuis les années 2000, le port d'un gilet réfrigérant protège autant les employés qu'il améliore leur rendement.